# 伝高畠陵古墳
伝高畠陵古墳（でんたかばたけりょうこふん）は、京都府向日市寺戸町大牧にある古墳。形状は円墳。乙訓古墳群を構成する古墳の1つ。
実際の被葬者は明らかでないが、宮内庁により「高畠陵（たかばたけのみささぎ）」として第50代桓武天皇皇后の天之高藤広宗照姫之尊（藤原乙牟漏）の陵に治定されている。

## 概要
| 代 | 古墳名       | 形状       | 規模        |
| -- | ------------ | ---------- | ----------- |
| 1  | 五塚原古墳   | 前方後円墳 | 墳丘長91.2m |
| 2  | 元稲荷古墳   | 前方後方墳 | 墳丘長94m   |
| 3  | 寺戸大塚古墳 | 前方後円墳 | 墳丘長95m   |
| 4  | 妙見山古墳   | 前方後円墳 | 墳丘長114m  |
| 5  | 伝高畠陵古墳 | 円墳       | 直径65m     |

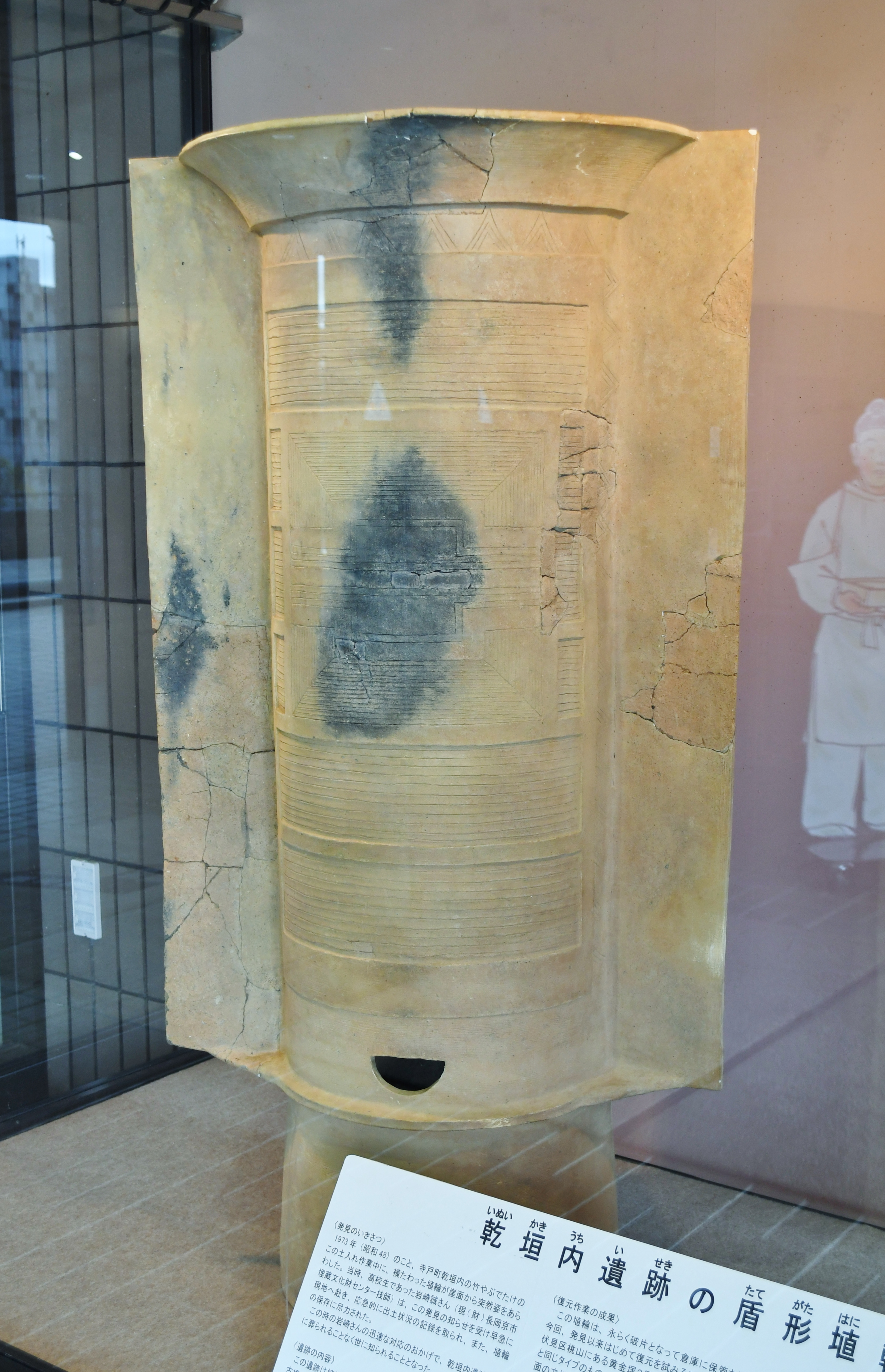
乾垣内遺跡出土 盾形埴輪向日市文化資料館展示。

京都盆地南西縁、向日丘陵南部の丘陵東斜面（標高66メートル）に築造された大型円墳である。現在は宮内庁治定の藤原乙牟漏陵として同庁の管理下にあり、これまでに発掘調査は実施されていない。
墳形は円形で、直径約65メートル・高さ7メートルを測る。未調査のため副葬品等の詳細は明らかでないが、北東約130メートルの乾垣内遺跡で埴輪棺が出土しており、本古墳との密接な関係が推測される。棺に転用された盾形埴輪は、黄金塚2号墳（京都市伏見区）と同工品の関係にあるとして注目される。
築造時期は、古墳時代前期末-中期初頭の4世紀末頃と推定される。一帯では前代の妙見山古墳（向日市寺戸町芝山）までは桂川地域の盟主的存在であったが、その後の本古墳では前方後円墳から円墳に変化し、同時期の前方後円墳である天皇の杜古墳（京都市西京区）の配下に属したと想定されており、一帯の政治情勢を考察するうえで重要視される古墳になる。被葬者は明らかでないが、前述のように現在は宮内庁により藤原乙牟漏（790年死去）の陵に治定されている。

## 被葬者
伝高畠陵古墳の実際の被葬者は明らかでないが、宮内庁では第50代桓武天皇皇后の天之高藤広宗照姫之尊（藤原乙牟漏）の墓に治定している。『続日本紀』では、延暦9年（790年）閏3月10日に死去し、3月11日に葬儀営陵のため近隣諸国から役夫が徴され、3月28日に「長岡山陵」に葬ったと見える。また『延喜式』諸陵寮では、「皇太后藤原氏」の墓が山城国乙訓郡に所在する近陵の「高畠陵」として記載され、東3町・西5町・南3町・北6町の兆域で、守戸5烟を毎年あてるとする。
中世には墓の所在に関する所伝は失われたが、1879年（明治12年）に現在の伝高畠陵古墳が藤原乙牟漏陵に治定された。その後、都出比呂志によって古墳と推断され、現在では前述のように本古墳の築造年代は藤原乙牟漏から大きく遡る4世紀末頃に想定される。

## 関連施設
- 向日市文化資料館（向日市寺戸町南垣内） - 乾垣内遺跡出土の盾形埴輪を保管・展示。

## 関連文献
（記事執筆に使用していない関連文献）
- 「乾垣内遺跡調査概要」『長岡宮跡 長岡京跡 長野丙古墳群 笹屋遺跡 中海道遺跡 乾垣内遺跡（向日市埋蔵文化財調査報告書 第47集）』向日市埋蔵文化財センター・向日市教育委員会、1998年。